# Canet de Mar
Canet de Mar ist eine katalanische Ortschaft in der Provinz Barcelona im Nordosten Spaniens. Sie liegt in der Comarca Maresme.

## Politik

### Gemeinderat
| Partei         | Sitze |
| -------------- | ----- |
| CiU            | 004   |
| UMdC           | 004   |
| Esquerra – AM  | 004   |
| PSC – PM       | 003   |
| PP             | 002   |
| ICV – EUiA – E | 000   |
| PIMPC          | 000   |

Stand: Kommunalwahlen vom 22. Mai 2011

### Bürgermeister
- 2002–2011: Joaquim Mas i Rius (PSC)[7][8]
- seit 22. Mai 2011: Jesús Marín i Hernàndez (CiU)[9]

### Gemeindepartnerschaft
Canet de Mar unterhält eine Partnerschaft mit der französischen Gemeinde Cadillac.

## Kultur und Sehenswürdigkeiten
Bauwerke
- Gotische Kirche Sant Pere i Sant Pau aus dem 16.–17. Jahrhundert
- Modernistisches Haus Domènech i Montaner, Bauzeit 1911–1929
- Von Domènech i Montaner ab 1905 im Inneren umgebautes Herrenhaus Masia Rocosa aus dem 16.–17. Jahrhundert
- Modernistisches Ateneu Canetenc, Bauzeit 1888–1910
- Modernistisches Haus  Roura, Bauzeit 1888–1910
- Barockkirche l'Hospital aus dem 18. Jahrhundert
- Historistische Kirche Santuari de la Misericòrdia aus dem 19. Jahrhundert
- Modernistisches Restaurant Santuari de la Misericòrdia, Bauzeit 1911–1929
- Historistische Burg Santa Florentina, Bauzeit 1888–1910

## Strände

### Canet Strand
Der Canet-Strand befindet sich zwischen dem Cavaió-Strand und dem Gemeindegebiet von Sant Pol de Mar. Sie ist 1.500 Meter lang.

### Cavaió Strand
Der Cavaió-Strand befindet sich zwischen dem Strand von Canet und dem Gemeindegebiet von Arenys de Mar. Sie ist 600 Meter lang und ein halburbane Strand.

## Wirtschaft und Infrastruktur

### Verkehr

#### Eisenbahn
Canet de Mar hat einen Haltepunkt der Nahverkehrslinie R1 der Rodalies Barcelona auf der Strecke Barcelona–Mataró–Maçanet-Massanes. Die Züge fahren in den Hauptverkehrszeiten alle 15 Minuten, in der restlichen Zeit halbstündlich. Die Stadt Barcelona ist nach einer Fahrt von rund 50 Minuten erreicht.

#### Fernstraßen
Die Stadt hat eine Anschlussstelle an die Autobahn C-32, die Barcelona mit Blanes verbindet.
Außerdem liegt der Ort an der N-II, einer der ehemaligen Nationalstraßen Spaniens und Teil der E 15.

## Söhne und Töchter der Stadt
- Tomàs Milans i Godayol (1672–1742), Musiker
- Bonaventura Bruguera i Codina (1795–1876), Komponist
- Ramon Clausell i Llauger (1807–1869), Prediger, Kapellmeister und Organist
- Joan Badaró (1815–1892), Franziskanischer Priester, Botaniker und Musiker
- Jaume Arús i Font, (1840–1899), Notar
- Ricard de Capmany i Roura (1873–1947), Maler und Jugendstil-Dekorateur
- Ramon de Capmany i de Montaner (1899–1992), Maler
- Concha Ibáñez (1926–2022), Malerin
- Eugeni Forcano i Andreu (1926–2018), Fotograf
- Rudy Ventura (1926–2009), Trompeter
- Jaume Dulsat i Arañó (1928–1983), Instrumentalist und Sardana-Komponist
- Josep Maria Mainat (1946), Sänger und Produzent
- Xavier Dotras (1965), Pianist und Jazzkomponist
- Antoni Cruanyes i Plana (1974), Journalist
- Pere Riera (1974), Dramatiker und Theaterdirektor
- Roser (1979), Sängerin
- Jordi Amat (1992), Spieler des RCD Espanyol
- Andrés Navarro (1938–2021), Boxer

## Fotogalerie

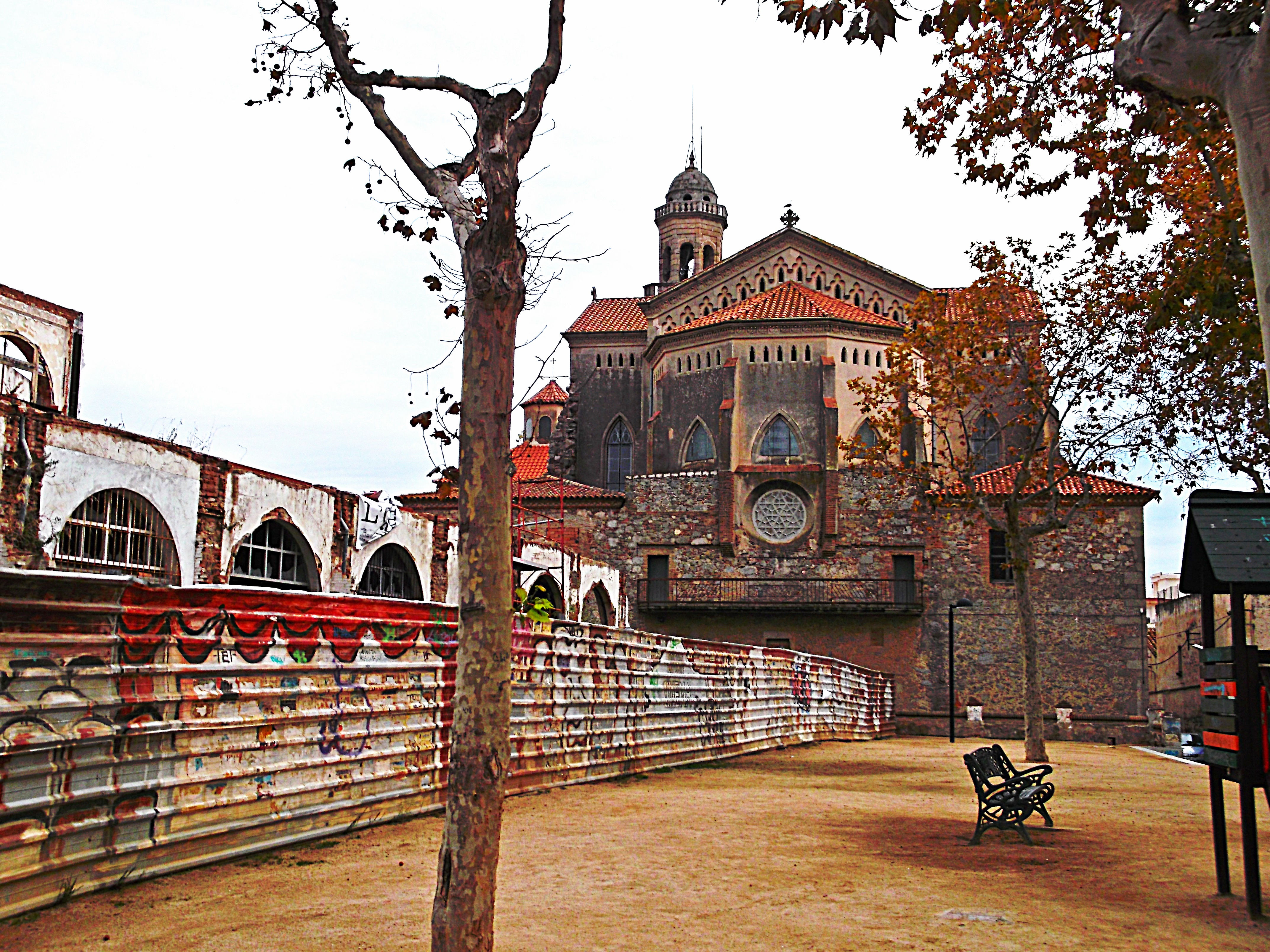
L’esglèsia de Canet de Mar i l'Odèon.
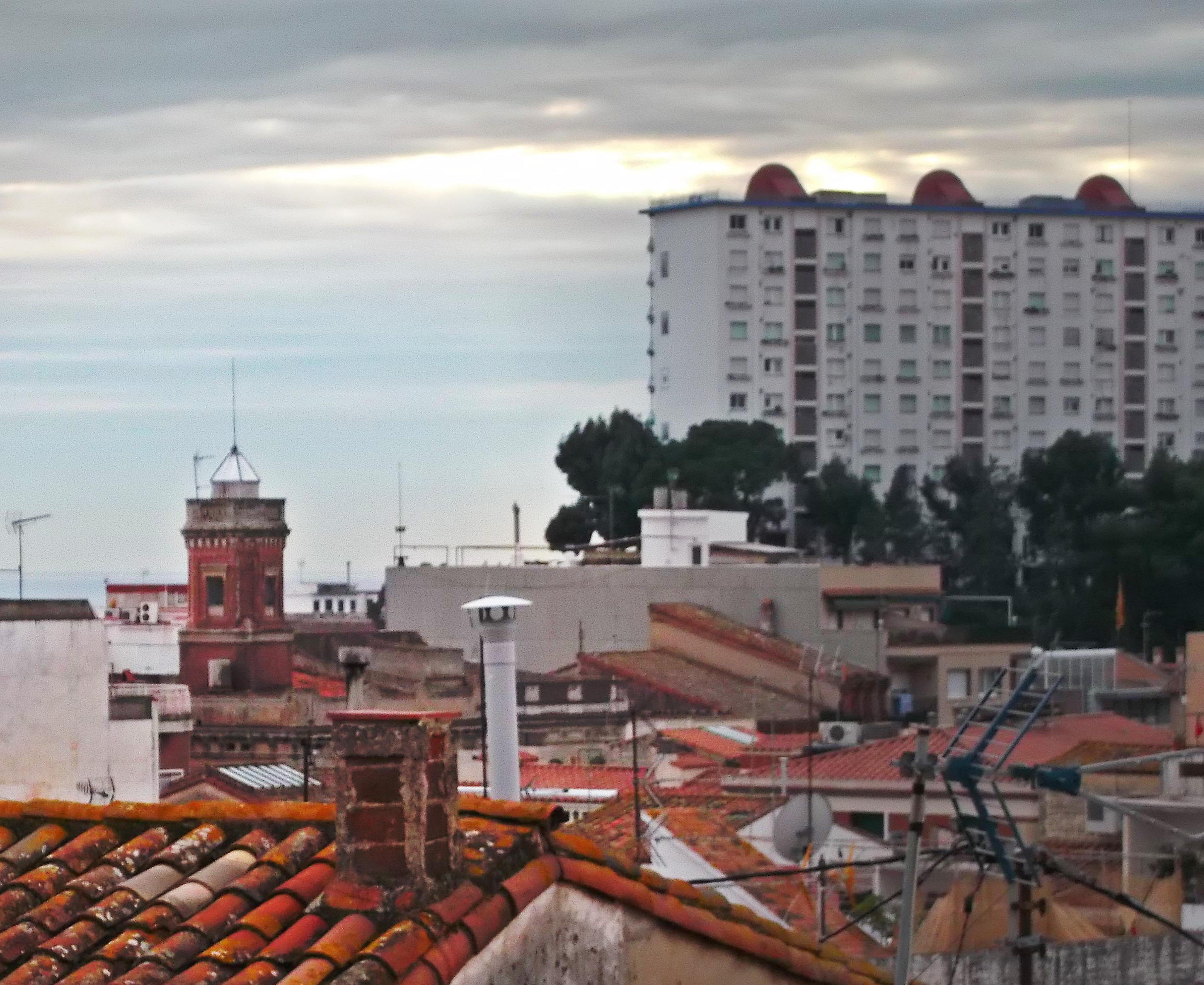
Canet, Aires Modernistes
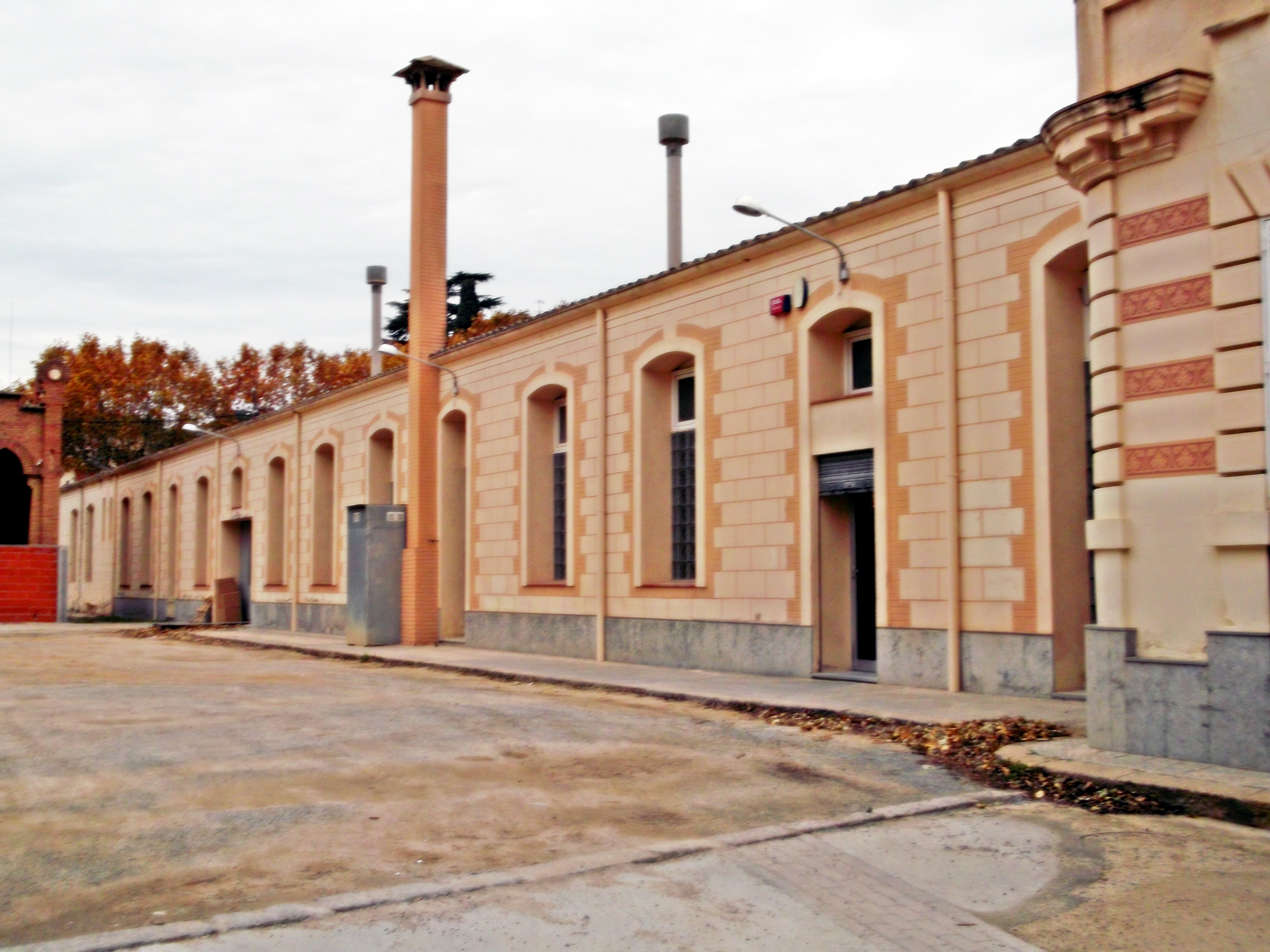
Fàbric Carbonell i Reverter, Canet
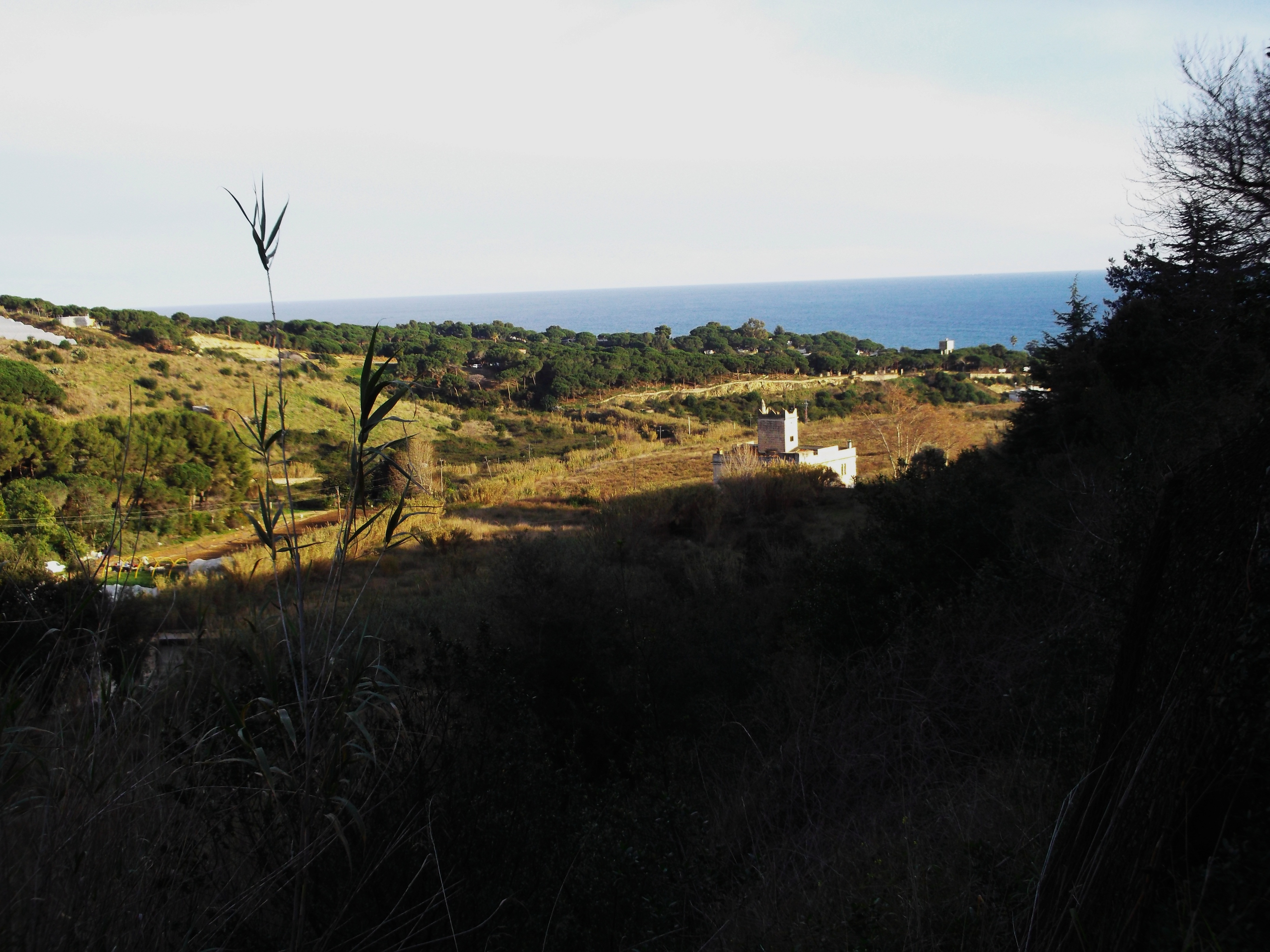
La Riera de l'Oms, Canet de Mar
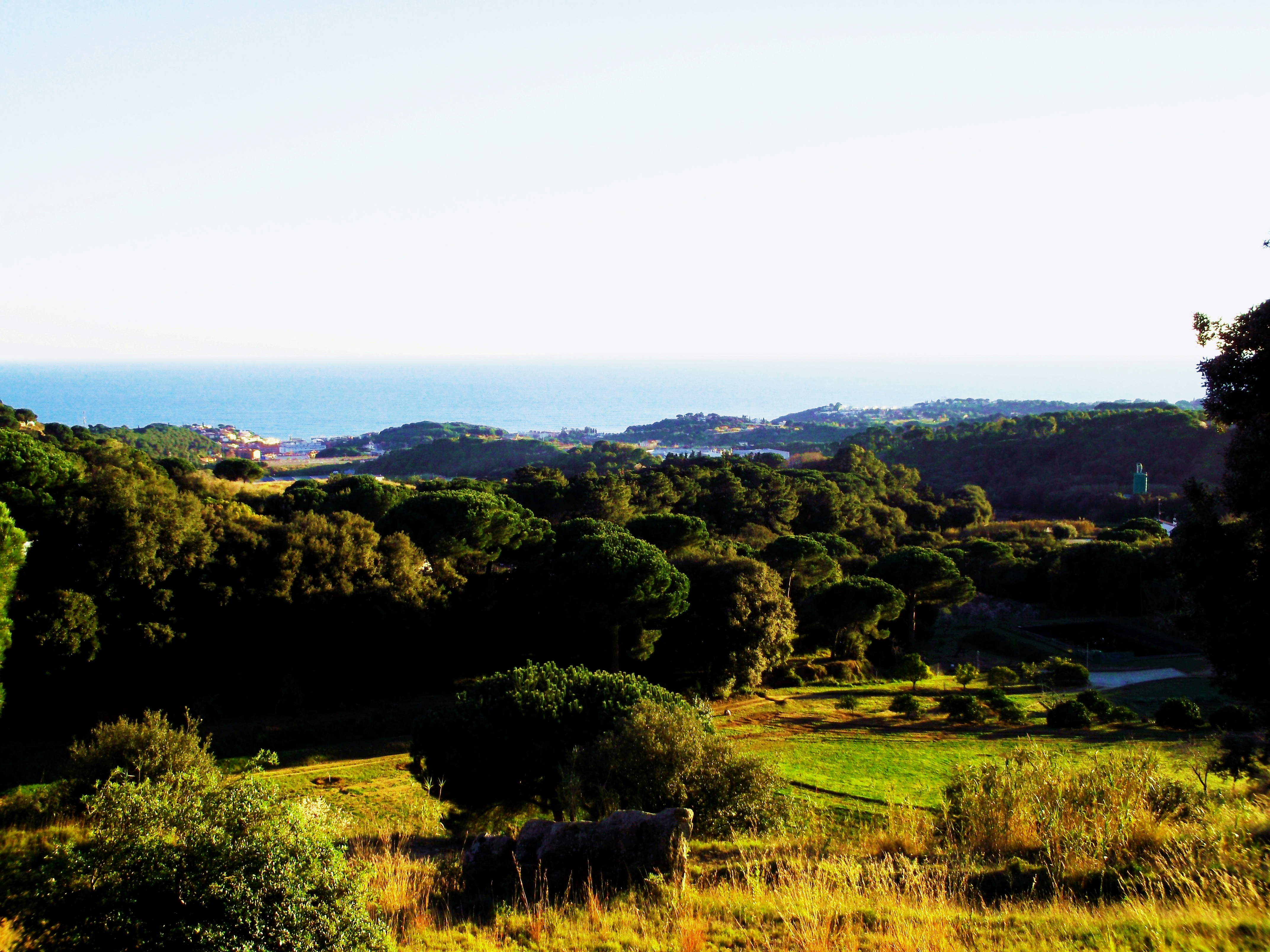
Canet des de els Tarongers
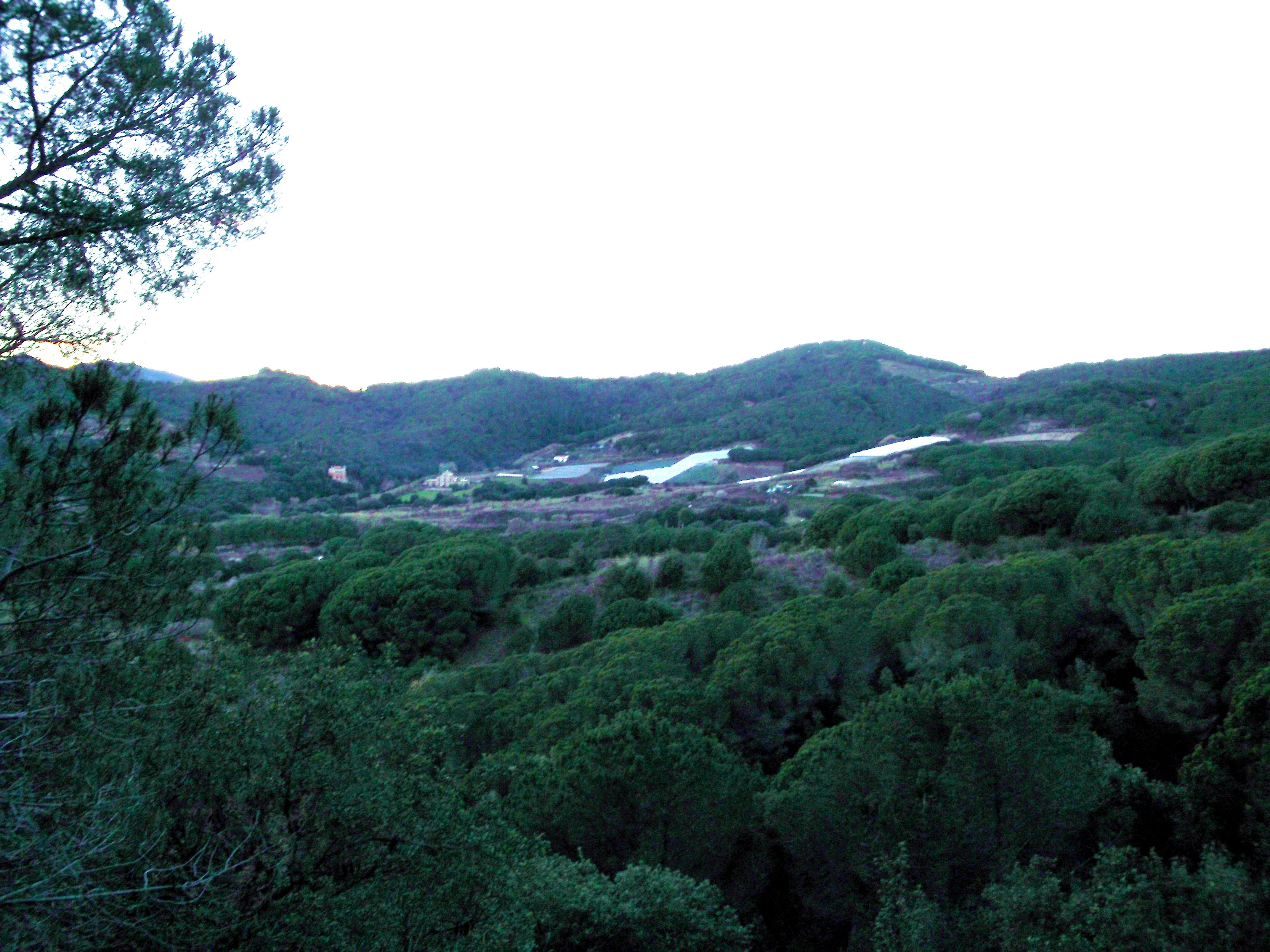
La Vall de Canet
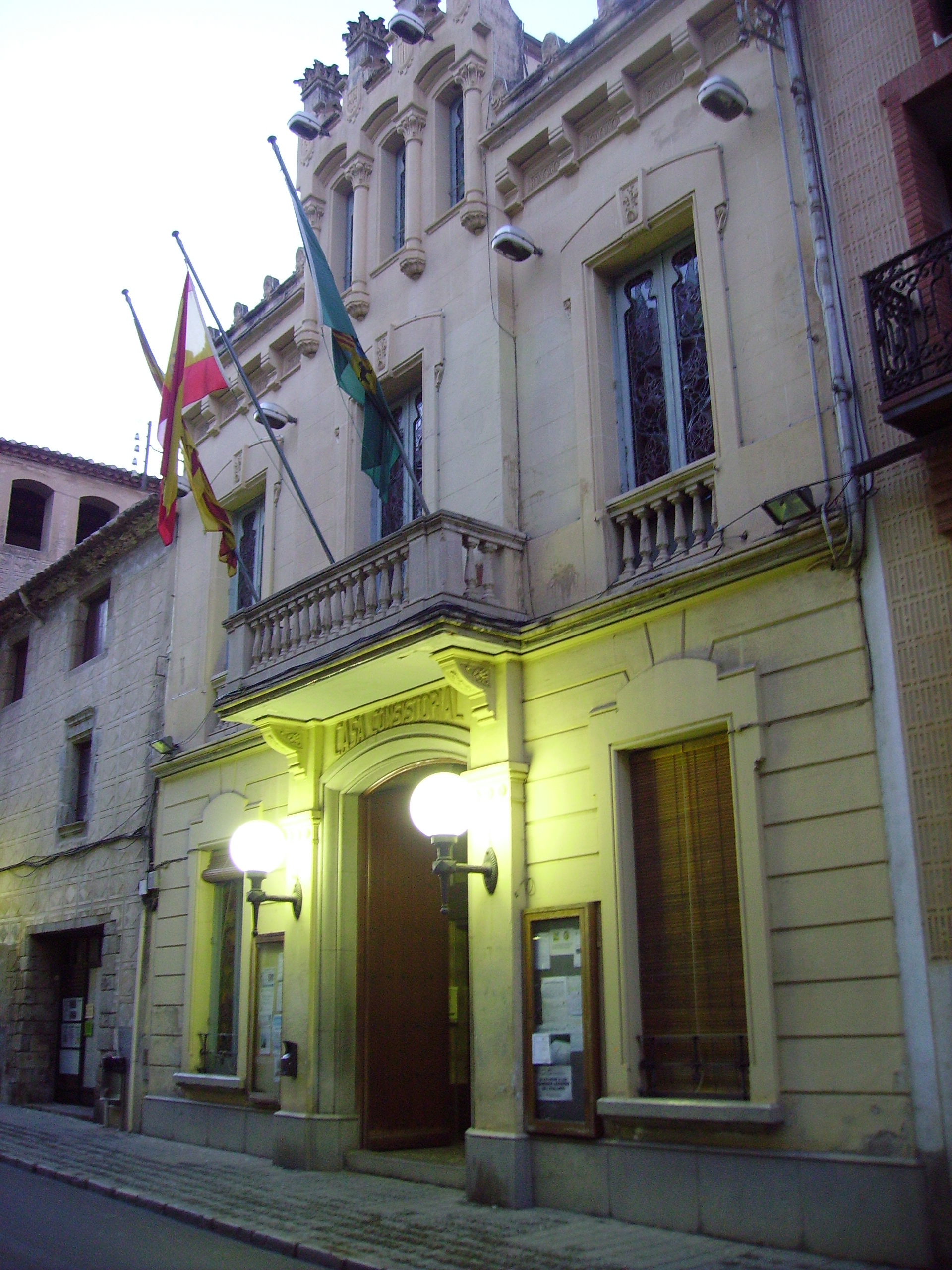
Rathaus von Canet de Mar
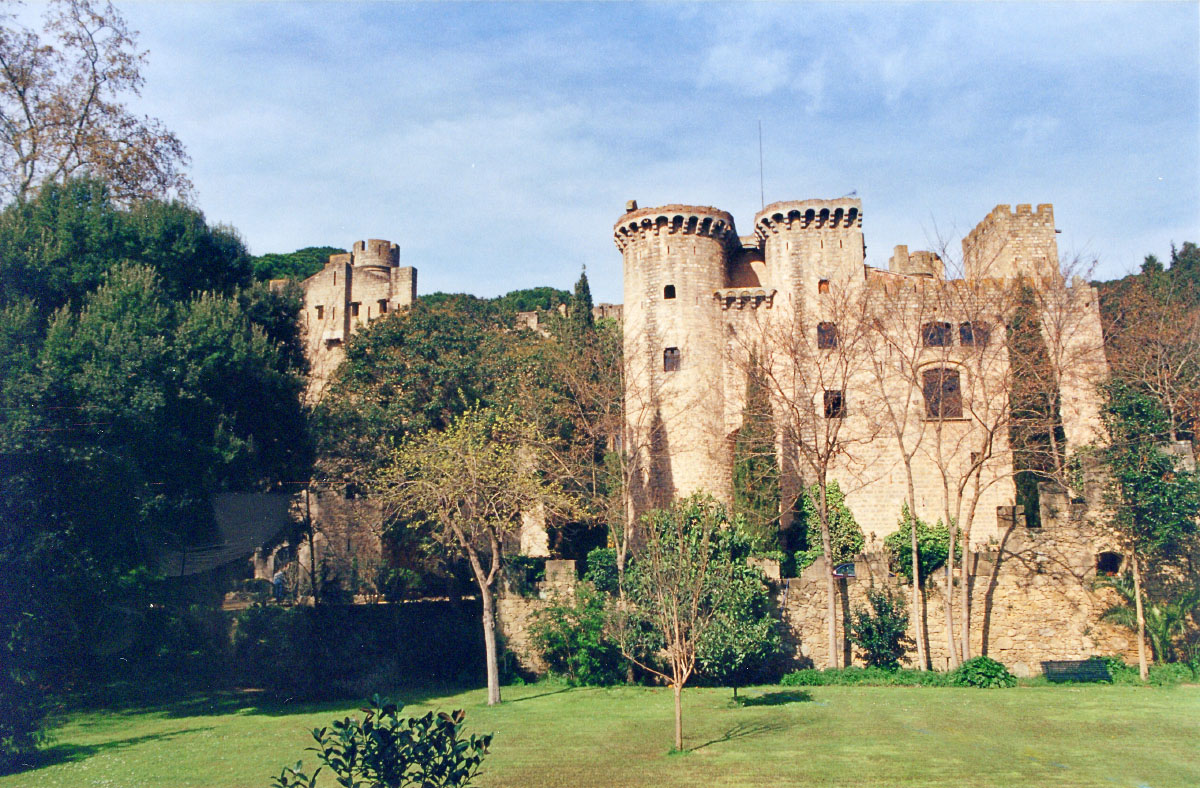
Castell de Santa Florentina
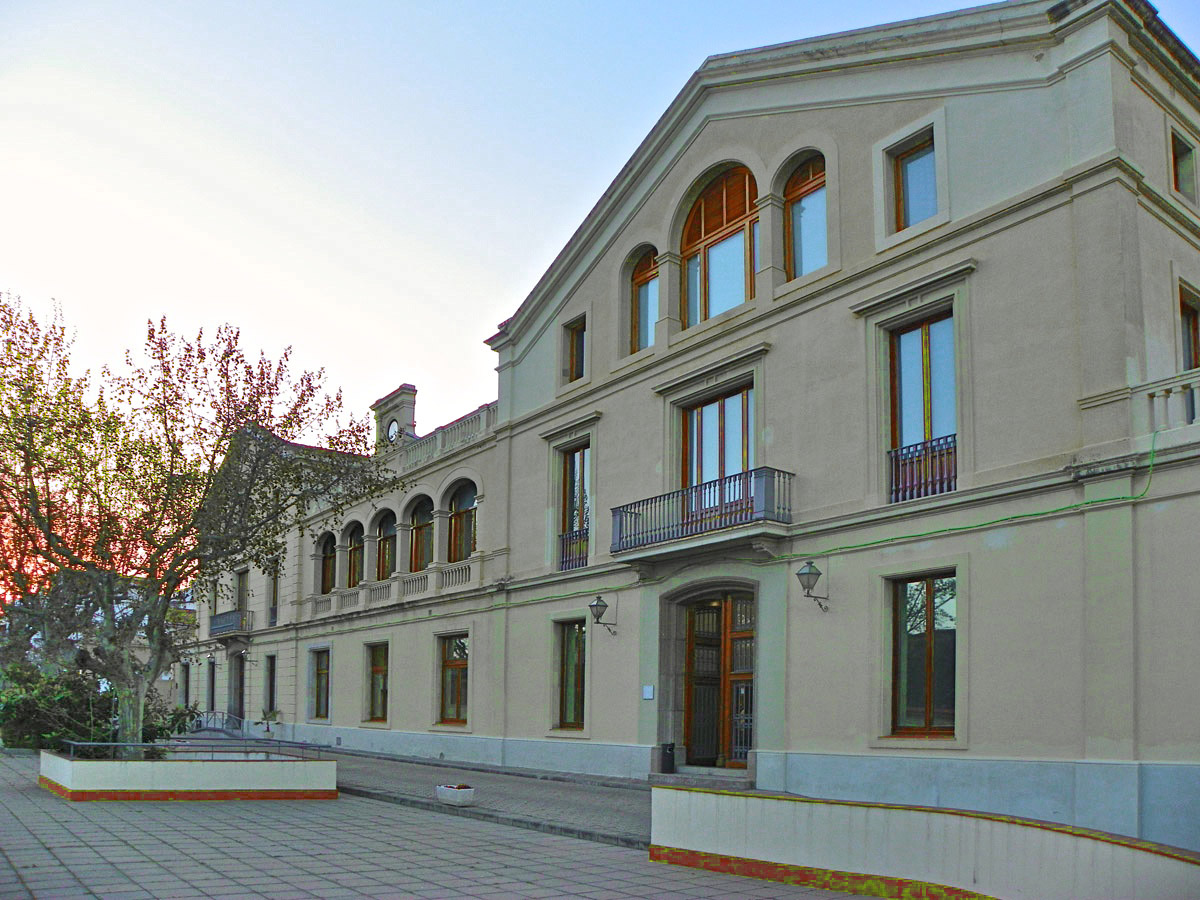
Schule Teixits de Punt
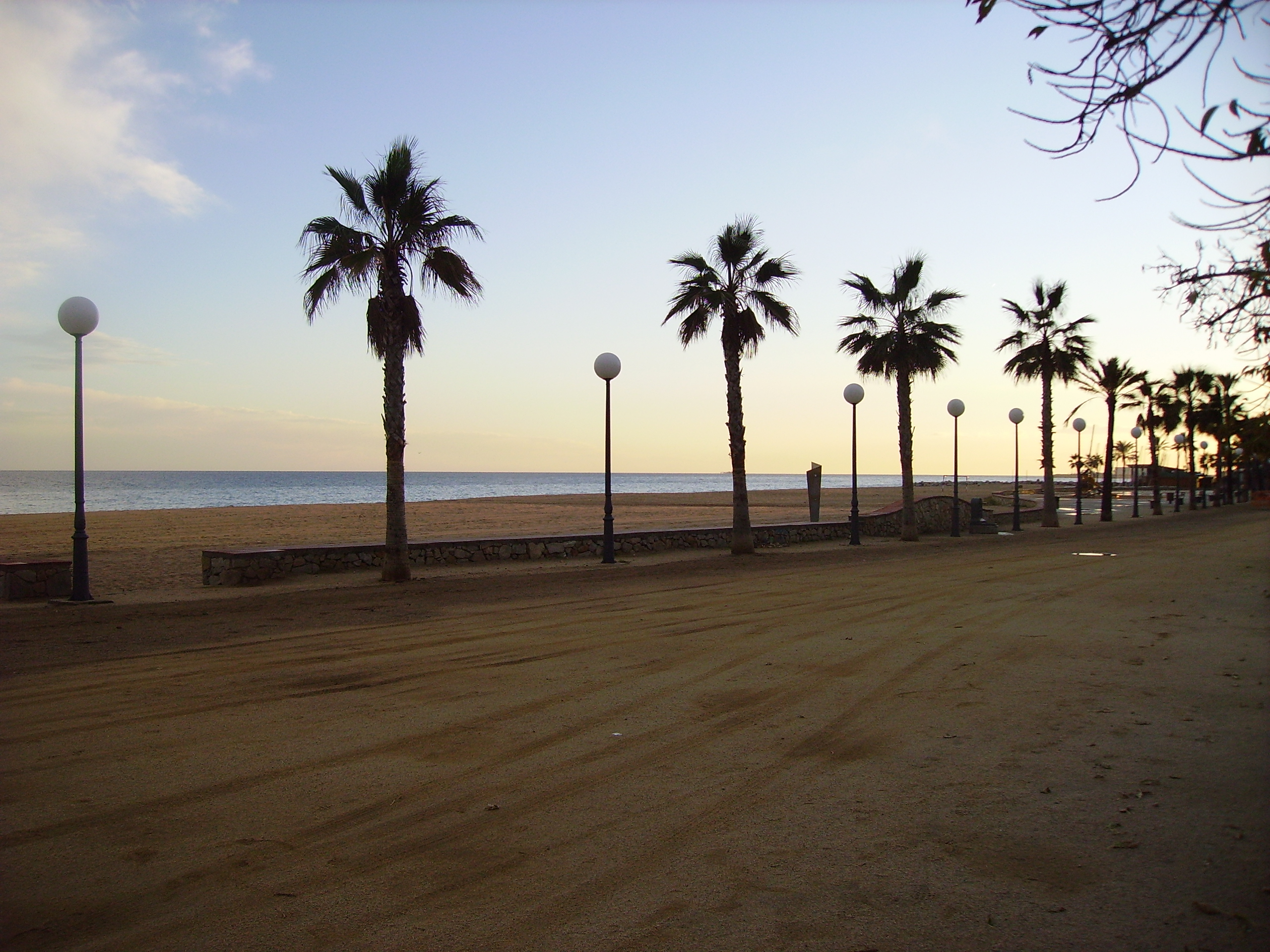
Strandpromenade
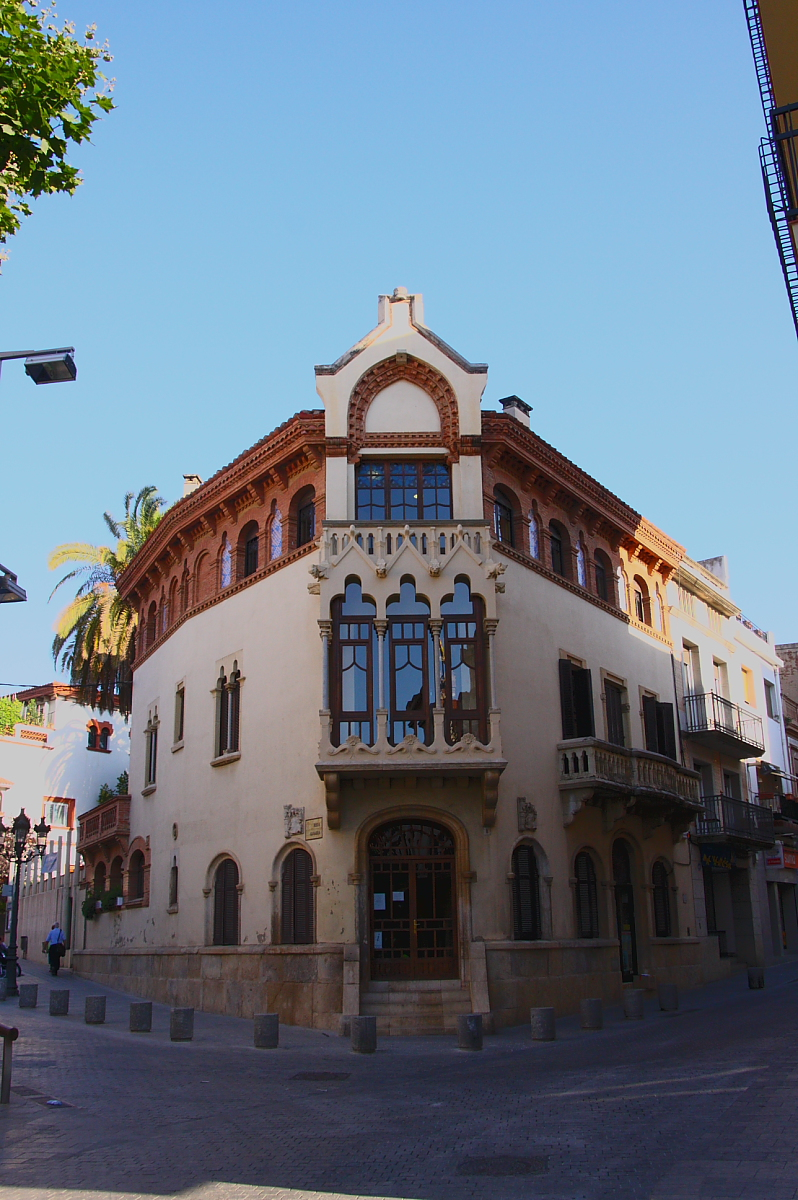
Hausmuseum Lluís Domènech i Montaner
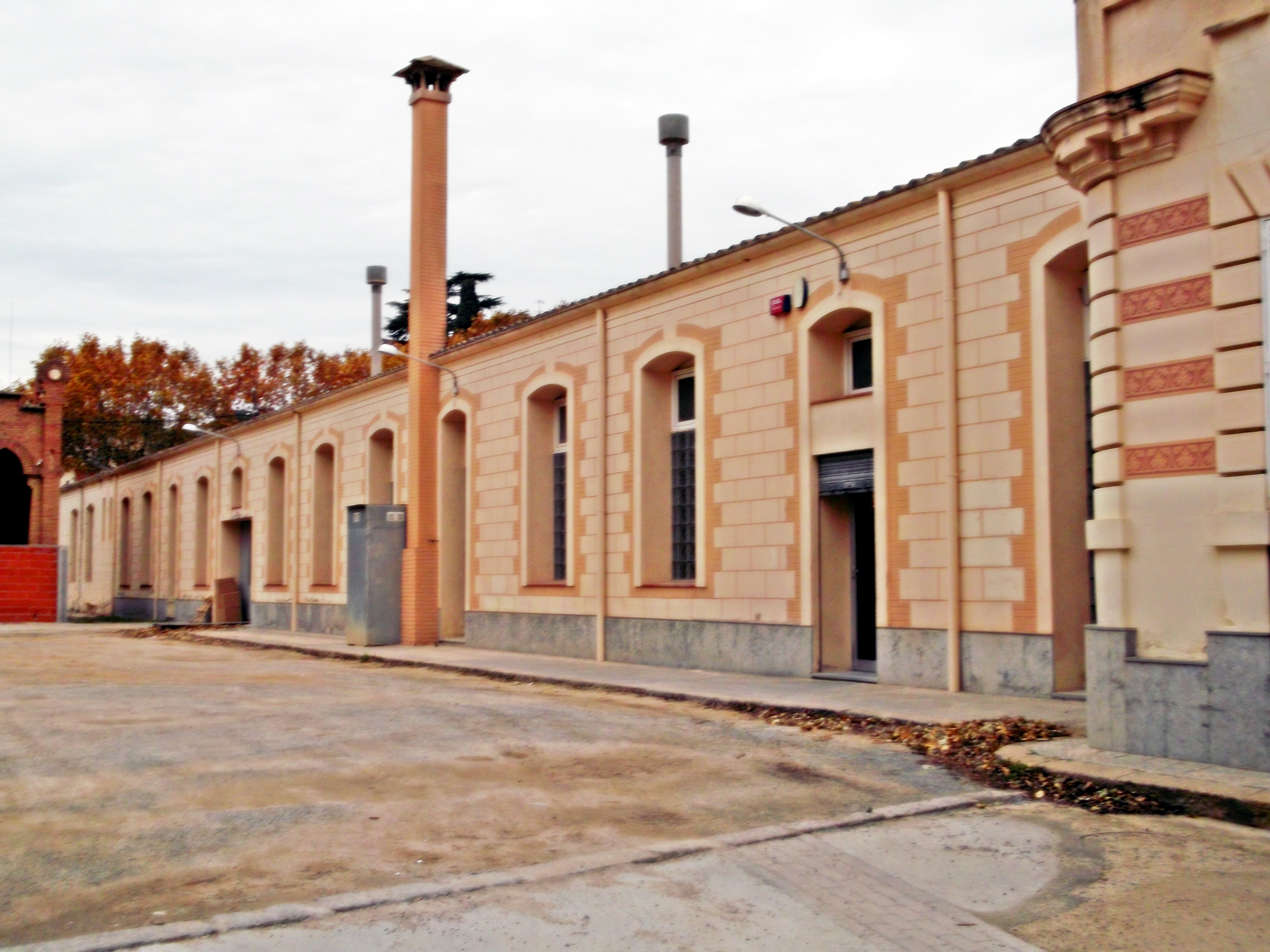
Fabrik Carbonell
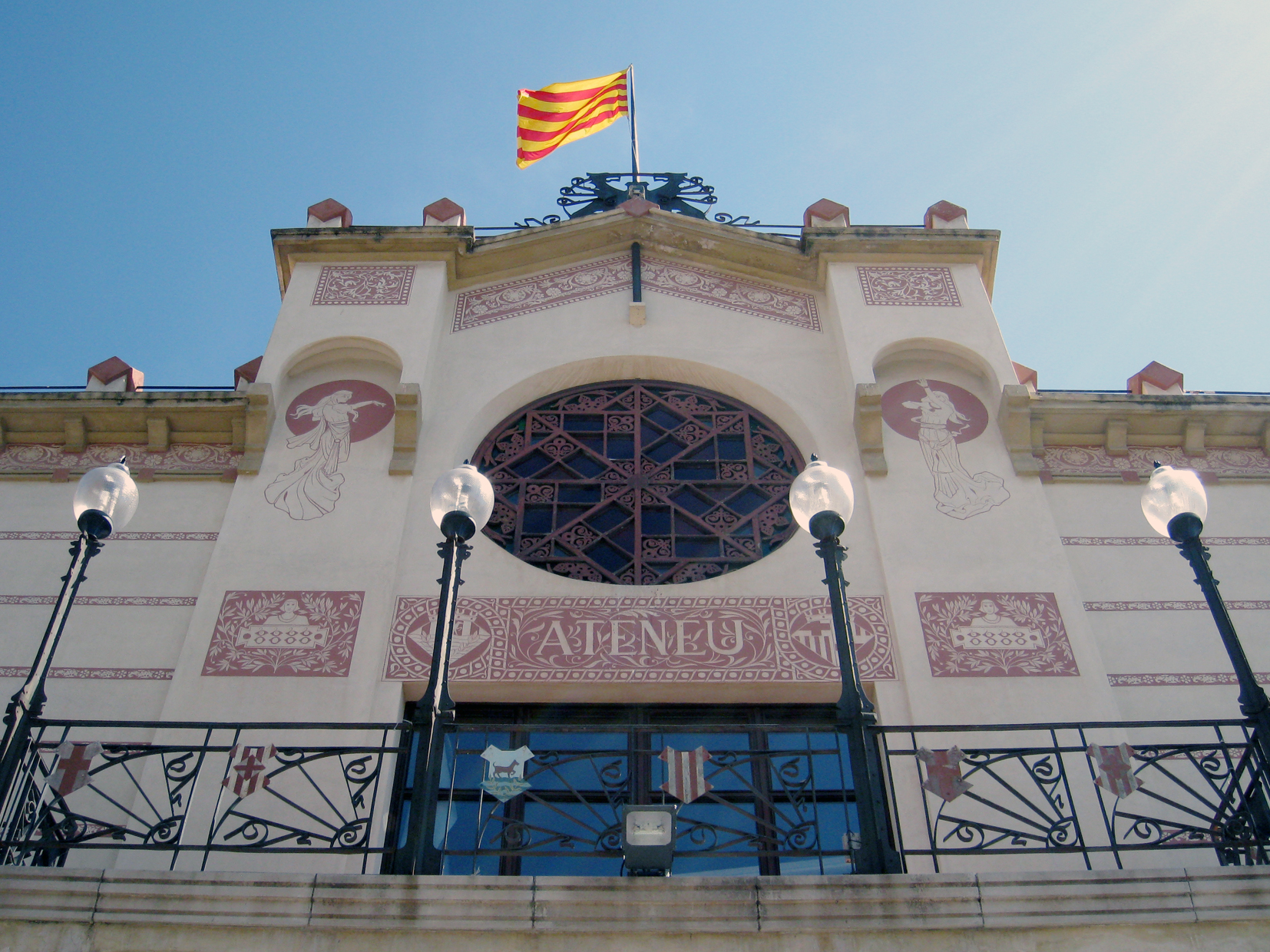
Ateneu
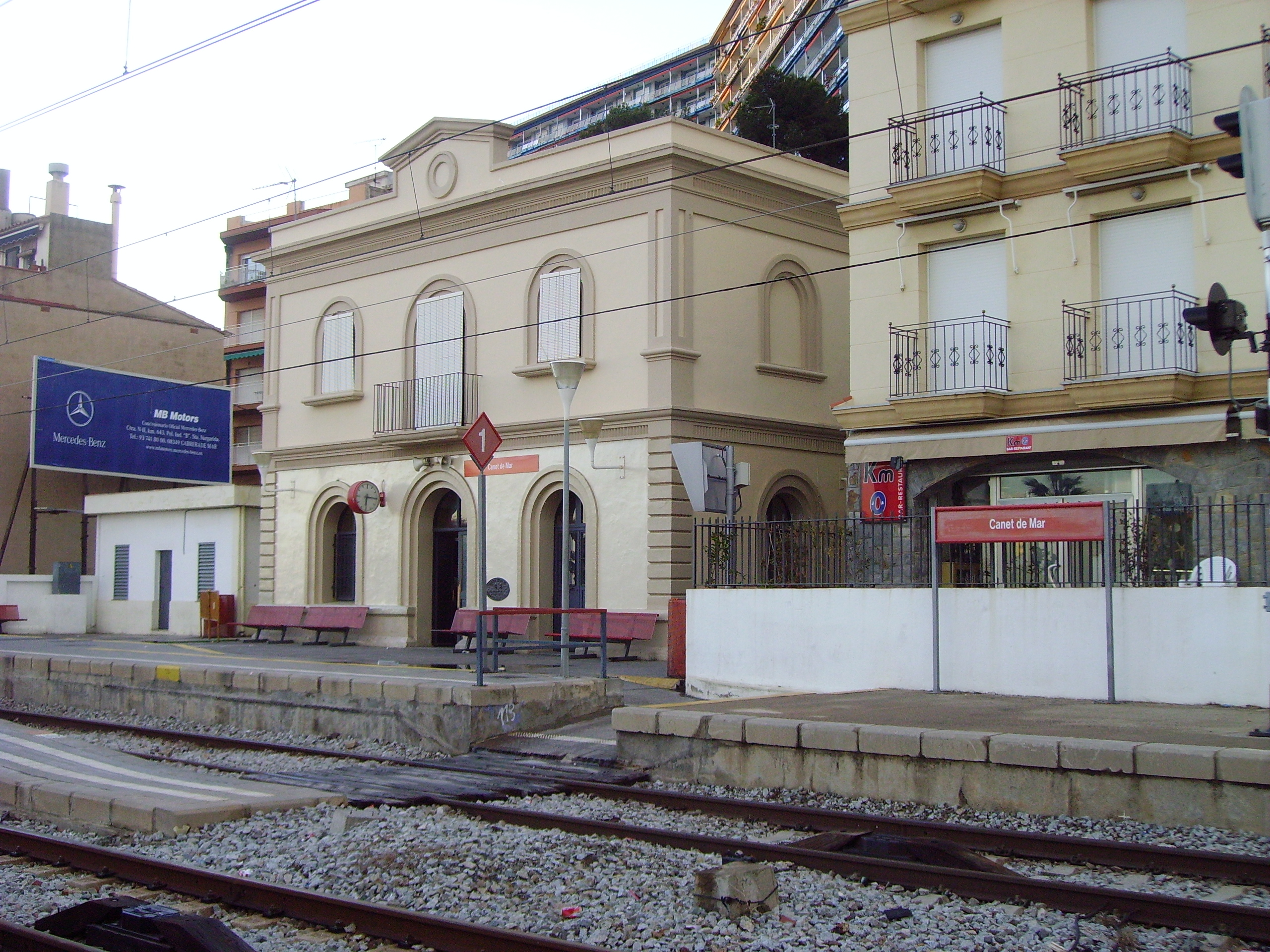
Bahnhof